# Vitalij Valerjevics Gyenyiszov
Vitalij Valerjevics Gyenyiszov (oroszul: Виталий Валерьевич Денисов; Barnaul, 1976. február 27. –) világbajnoki bronzérmes orosz sífutó.

## Pályafutása
1997 és 2003 között versenyzett. A 2001-es világbajnokságon, Lahtiban kombinált üldözőversenyben bronzérmet szerzett. Részt vett a 2002-es Salt Lake City-i olimpián, ahol ugyanebben a versenyszámban az ötödik helyen végzett.